# V.League 1 2023
La V. League 1 2023 (conocida ahora como Night Wolf V. League 1 por razones de patrocinio) fue la 40.ª edición de la V. League 1, la primera división de futbol más importante de Vietnam. La temporada comenzó el 3 de febrero y terminó el 27 de agosto.

## Equipos participantes
El Saigon FC descendió a la V. League 2 2023 como el 13.° de la clasificación. Fue reemplazado por Cong An Nhan Dan FC, quien debutó en la máxima competición de Vietnam y por el Sanna Khánh Hòa FC, quien regresó luego de descender en la temporada 2019.
- Becamex Bình Dương FC
- Bình Ðịnh FC
- CLB Viettel
- Cong An Nhan Dan FC (P)
- FLC Thanh Hóa
- Hanoi T&T FC (C)
- Hải Phòng FC
- Hoàng Anh Gia Lai FC
- Ho Chi Minh City FC
- Hong Linh Ha Tinh FC
- Nam Định FC
- Sanna Khánh Hòa FC (P)
- SHB Đà Nẵng FC
- Sông Lam Nghệ An FC

## Temporada regular

### Tabla de posiciones
| Pos. | Equipo             | Pts. | PJ | G | E | P | GF | GC | Dif. | Clasificación    |
| ---- | ------------------ | ---- | -- | - | - | - | -- | -- | ---- | ---------------- |
| 1    | Cong An Nhan Dan   | 24   | 13 | 7 | 3 | 3 | 29 | 15 | +14  | Grupo Campeonato |
| 2    | Thanh Hóa          | 23   | 13 | 6 | 5 | 2 | 20 | 15 | +5   | Grupo Campeonato |
| 3    | Hanoi T&T          | 22   | 13 | 6 | 4 | 3 | 18 | 12 | +6   | Grupo Campeonato |
| 4    | Viettel            | 21   | 13 | 5 | 6 | 2 | 14 | 11 | +3   | Grupo Campeonato |
| 5    | Hải Phòng          | 19   | 13 | 4 | 7 | 2 | 14 | 13 | +1   | Grupo Campeonato |
| 6    | Bình Ðịnh          | 19   | 13 | 5 | 4 | 4 | 17 | 17 | 0    | Grupo Campeonato |
| 7    | Nam Định           | 19   | 13 | 4 | 7 | 2 | 12 | 13 | −1   | Grupo Campeonato |
| 8    | Hong Linh Ha Tinh  | 18   | 13 | 4 | 6 | 3 | 20 | 20 | 0    | Grupo Campeonato |
| 9    | Sông Lam Nghệ An   | 16   | 13 | 3 | 7 | 3 | 14 | 15 | −1   | Grupo Descenso   |
| 10   | Hoàng Anh Gia Lai  | 14   | 13 | 2 | 8 | 3 | 15 | 16 | −1   | Grupo Descenso   |
| 11   | Sanna Khánh Hòa    | 13   | 13 | 2 | 7 | 4 | 11 | 14 | −3   | Grupo Descenso   |
| 12   | SHB Đà Nẵng        | 10   | 13 | 1 | 7 | 5 | 8  | 15 | −7   | Grupo Descenso   |
| 13   | Ho Chi Minh City   | 8    | 13 | 2 | 2 | 9 | 19 | 27 | −8   | Grupo Descenso   |
| 14   | Becamex Bình Dương | 7    | 13 | 0 | 7 | 6 | 13 | 21 | −8   | Grupo Descenso   |

 Fuente: Soccerway
Criterios de clasificación: Puntos · Enfrentamientos directos · Diferencia de goles · Goles a favor · Puntos fair-play · Play-off.

### Resultados
| Local \ Visitante  | BEC | BIN | CON | HAN | HAI | HOA | HCM | HON | NAM | SAN | SHB | SON | THA | VIE |
| ------------------ | --- | --- | --- | --- | --- | --- | --- | --- | --- | --- | --- | --- | --- | --- |
| Becamex Bình Dương | —   | —   | 1–2 | 1–1 | —   | 0–0 | 1–2 | —   | 2–3 | —   | —   | —   | 1–1 | —   |
| Bình Ðịnh          | 1–0 | —   | —   | 3–1 | 1–1 | 2–1 | —   | —   | 1–1 | 3–0 | —   | —   | 0–1 | —   |
| Cong An Nhan Dan   | —   | 5–0 | —   | —   | 1–1 | —   | —   | 4–2 | 4–0 | 0–0 | —   | 2–1 | —   | 1–2 |
| Hanoi T&T          | —   | —   | 2–0 | —   | 3–0 | —   | —   | —   | 1–0 | —   | 1–1 | 0–1 | 0–0 | —   |
| Hải Phòng          | 2–2 | —   | —   | —   | —   | 2–0 | —   | 2–3 | —   | 2–1 | 0–0 | —   | —   | 0–0 |
| Hoàng Anh Gia Lai  | —   | —   | 1–1 | 1–0 | —   | —   | 0–0 | 0–0 | —   | 1–1 | —   | —   | 2–2 | —   |
| Ho Chi Minh City   | —   | 1–1 | 3–5 | 1–3 | 0–1 | —   | —   | —   | —   | 0–2 | 5–1 | —   | —   | 0–1 |
| Hong Linh Ha Tinh  | 3–0 | 2–1 | —   | 2–3 | —   | —   | 4–3 | —   | —   | 0–0 | 0–0 | —   | —   | 0–0 |
| Nam Định           | —   | —   | —   | —   | 1–1 | 2–2 | 1–0 | 1–1 | —   | 1–1 | —   | 1–0 | 0–0 | —   |
| Sanna Khánh Hòa    | 1–1 | —   | —   | 1–2 | —   | —   | —   | —   | —   | —   | 1–0 | 2–2 | 1–2 | 0–0 |
| SHB Đà Nẵng        | 1–1 | 2–3 | 1–0 | —   | —   | 1–1 | —   | —   | 0–1 | —   | —   | —   | —   | 0–0 |
| Sông Lam Nghệ An   | 1–1 | 0–0 | —   | —   | 1–1 | 3–1 | 2–1 | 2–2 | —   | —   | 1–1 | —   | —   | —   |
| Thanh Hóa          | —   | —   | 1–4 | —   | 0–1 | —   | 5–3 | 4–1 | —   | —   | 1–0 | 0–0 | —   | 3–2 |
| Viettel            | 2–1 | 2–1 | —   | 1–1 | —   | 1–4 | —   | —   | 0–0 | —   | —   | 3–0 | —   | —   |

## Grupo Campeonato

### Tabla de posiciones
| Pos. | Equipo               | Pts. | PJ | G  | E  | P | GF | GC | Dif. | Condición |
| ---- | -------------------- | ---- | -- | -- | -- | - | -- | -- | ---- | --------- |
| 1    | Cong An Nhan Dan (C) | 38   | 20 | 11 | 5  | 4 | 39 | 21 | +18  | Campeón   |
| 2    | Hanoi T&T            | 38   | 20 | 11 | 5  | 4 | 35 | 22 | +13  |           |
| 3    | Viettel              | 32   | 20 | 8  | 8  | 4 | 23 | 17 | +6   |           |
| 4    | Thanh Hóa            | 31   | 20 | 8  | 7  | 5 | 27 | 22 | +5   |           |
| 5    | Nam Định             | 29   | 20 | 7  | 8  | 5 | 19 | 19 | 0    |           |
| 6    | Hải Phòng            | 26   | 20 | 6  | 8  | 6 | 20 | 23 | −3   |           |
| 7    | Bình Ðịnh            | 24   | 20 | 6  | 6  | 8 | 23 | 28 | −5   |           |
| 8    | Hong Linh Ha Tinh    | 23   | 20 | 4  | 11 | 5 | 24 | 30 | −6   |           |

 Fuente: Soccerway
Criterios de clasificación: Puntos · Diferencia de goles · Enfrentamientos directos · Goles a favor · Puntos fair-play · Play-off.

### Resultados
| Local \ Visitante | BIN | CON | HAN | HAI | HON | NAM | THA | VIE |
| ----------------- | --- | --- | --- | --- | --- | --- | --- | --- |
| Bình Ðịnh         | —   | 0–1 | —   | —   | 1–1 | 1–2 | —   | —   |
| Cong An Nhan Dan  | —   | —   | 2–1 | 0–2 | 1–1 | —   | 1–1 | —   |
| Hanoi T&T         | 4–2 | —   | —   | 3–1 | —   | 4–0 | —   | 3–2 |
| Hải Phòng         | 1–2 | —   | —   | —   | —   | 2–0 | 0–3 | —   |
| Hong Linh Ha Tinh | —   | —   | 2–2 | 0–0 | —   | —   | 0–0 | —   |
| Nam Định          | —   | 1–2 | —   | —   | 2–0 | —   | —   | 0–0 |
| Thanh Hóa         | 2–0 | —   | 1–3 | —   | —   | 0–2 | —   | 0–1 |
| Viettel           | 0–0 | 0–3 | —   | 2–0 | 4–0 | —   | —   | —   |

## Grupo Descenso

### Tabla de posiciones
| Pos. | Equipo             | Pts. | PJ | G | E | P  | GF | GC | Dif. | Clasificación         |
| ---- | ------------------ | ---- | -- | - | - | -- | -- | -- | ---- | --------------------- |
| 1    | Sông Lam Nghệ An   | 25   | 18 | 6 | 7 | 5  | 19 | 20 | −1   |                       |
| 2    | Hoàng Anh Gia Lai  | 23   | 18 | 5 | 8 | 5  | 19 | 19 | 0    |                       |
| 3    | Sanna Khánh Hòa    | 19   | 18 | 4 | 7 | 7  | 18 | 22 | −4   |                       |
| 4    | Ho Chi Minh City   | 15   | 18 | 4 | 3 | 11 | 21 | 32 | −11  |                       |
| 5    | Becamex Bình Dương | 15   | 18 | 2 | 9 | 7  | 19 | 23 | −4   |                       |
| 6    | SHB Đà Nẵng (D)    | 14   | 18 | 2 | 8 | 8  | 11 | 19 | −8   | Descenso de categoría |

 Fuente: Soccerway
Criterios de clasificación: Puntos · Enfrentamientos directos · Diferencia de goles · Goles a favor · Puntos fair-play · Play-off.
Notas:
1. 1 2  Puntos en partidos directos: Ho Chi Minh City 4, Becamex Bình Dương 1.

### Resultados
| Local \ Visitante  | BEC | HOA | HCM | SAN | SHB | SON |
| ------------------ | --- | --- | --- | --- | --- | --- |
| Becamex Bình Dương | —   | 1–2 | —   | 3–0 | —   | —   |
| Hoàng Anh Gia Lai  | —   | —   | 0–1 | 1–0 | 1–0 | —   |
| Ho Chi Minh City   | 0–0 | —   | —   | —   | 1–0 | —   |
| Sanna Khánh Hòa    | —   | —   | 3–0 | —   | 1–3 | 3–1 |
| SHB Đà Nẵng        | 0–0 | —   | —   | —   | —   | 0–1 |
| Sông Lam Nghệ An   | 0–2 | 1–0 | 2–0 | —   | —   | —   |

## Goleadores
| Rank | Jugador                     | Club               | Goles |
| ---- | --------------------------- | ------------------ | ----- |
| 1    | Nguyễn Văn Quyết            | Hanoi T&T          | 4     |
| 1    | Rimario Gordon              | Becamex Bình Dương | 4     |
| 1    | Rafaelson Bezerra Fernandes | Bình Ðịnh          | 4     |
| 4    | Juvhel Tsoumou              | Cong An Nhan Dan   | 3     |
| 5    | Bruno Cantanhede            | Thanh Hóa          | 2     |
| 5    | Abdoulaye Diallo            | Hong Linh Ha Tinh  | 2     |
| 5    | Châu Ngọc Quang             | Hoàng Anh Gia Lai  | 2     |
| 5    | Jordy Soladio               | Sông Lam Nghệ An   | 2     |
| 5    | Nguyễn Hải Huy              | Hải Phòng          | 2     |
| 5    | Jeremie Lynch               | Bình Ðịnh          | 2     |
| 5    | Jhon Cley                   | Cong An Nhan Dan   | 2     |